# Drevjakt
För andra betydelser, se Drev.
Drevjakt är en av flera metoder att bedriva jakt på vilt. Drevjakt förekommer både med och utan jakthundar.
Vid älgjakt går drevkarlar i bredd, i en drevkedja, för att driva viltet mot väntande passkyttar i en skyttekedja. Metoden kan även användas för jakt på vildsvin. En liknande metod vid småviltjakt är klappjakt som dock är mycket ovanlig i modern tid. En ensam hundförare som driver älgen mot såtet där passkyttar väntar är det vanligaste.
Drevjakt och klappjakt kan även kallas skallgång. Förr var detta en del av bondebefolkningens plikter, då de med rop och oväsen, till exempel med harskramlor, drev viltet mot de utposterade jägarna.
En ensam jägare kan använda en drivande hund som spårar viltet och med drevskall driver det mot skytten. Sådan jakt bedrivs på diverse småvilt samt rådjur och ibland hjort. Denna jakt har likheter med jakt med stötande hundar som även kallas kortdrivande och där hundarna hela tiden arbetar i jägarens närhet.
Vid parforcejakt (engelsk rävjakt och dylikt) används ett koppel av hundar. Som namnet antyder har denna framförallt bedrivits på rödräv men även på harar. Sådan jakt kan sluta med att bytet tar sin tillflykt i sitt gryt, skjuts eller dödas av hundarna. Denna jaktform har liknats vid hetsjakt och är förbjuden i de flesta europeiska länder, sedan 2005 även i England och Wales.